# Gonzalo Pérez Hernández
Gonzalo Pérez Hernández (Caracas, 7 de abril de 1935 - Caracas, 20 de junio de 2010) fue un político y excandidato presidencial venezolano.

## Biografía
Fue secretario personal del desaparecido animador de televisión Renny Ottolina, a quien ayudó a fundar el partido Movimiento de Integridad Nacional-Unidad como plataforma política para la candidatura presidencial de Ottolina en 1978. Luego de la muerte de Renny Ottolina, Pérez Hernández asumió la conducción del partido, del cual llegó a ser presidente. Fue durante dos períodos constitucionales diputado en el Congreso de Venezuela.
En 1983 participó como candidato en la elección presidencial de aquel año. Ocupó el sexto lugar con 19.528 votos (0,29 %). Su lema de campaña era «Gonzalo habla claro». Apoyó junto a su partido las candidaturas presidenciales de Eduardo Fernández (1988) y de Rafael Caldera (1993). Para la elección presidencial de 1998 fue nuevamente aspirante, pero se retiró faltando pocos días para los comicios. Gonzalo Pérez Hernández falleció el 20 de junio de 2010. Tenía 75 años.